# Aline (песня)
«Aline» — сингл французского певца Кристофа. Песня стала одним из двух главных хитов во Франции летом 1965 года наряду с «Capri c’est fini» Эрве Вилара. Было продано миллион пластинок. Песня была выпущена лейблом Disc’AZ. Песня о мужчине, умоляющем свою женщину вернуться, была описана как «медленная романтическая баллада». 25 сентября 1965 года сингл занял первое место в десятке лучших в Бельгии, обогнав «Capri c’est fini», занявший второе место, став «значительным хитом» (substantial hit) в этой стране по классификации журнала Billboard. В октябре 1966 года сингл стал хитом номер один в Израиле. Песня была написана Кристофом и аранжирована Жаком Дежаном. «Алин» была любимой песней Кристофа.

## История
Кристоф сочинил песню, когда обедал у бабушки. Он не сразу придумал название для песни. Однако во время посещения дантиста он спросил у ассистентки, как её зовут, на что она ответила Алин. Ему так понравилось звучание, что он решил использовать его в качестве названия для новой песни. «Aline» — вторая пластинка Кристофа и его первый большой успех. Его первая пластинка «Elle s’appelait Sophie» разошлась тиражом всего 27 копий. В интервью Le Point Кристоф выбрал «Алин» «без колебаний» в качестве своей любимой песни и «он до сих пор поет [её] с тем же удовольствием в течение 50 лет».

## Иск
Песня стала объектом судебного иска, когда певица по имени Жаки Мульер подала в суд на Кристофа, заявив о плагиате. Кристоф выиграл апелляционный процесс в 1970 году.

## Переиздание
В 1979 году карьера Кристофа шла не очень хорошо, когда его жене Вероник пришла в голову идея переиздания песни. Кристоф последовал её совету и переиздал песню без изменений оригинала. Новый релиз стал большим хитом и, как и оригинал, достиг миллиона записей. Затем было продано в общей сложности 3,5 миллиона пластинок.

## Тестовая песня
В 1965 году, благодаря большому успеху песни, она была выбрана Seeburg, компанией по производству музыкальных автоматов, в качестве тестовой песни. Компания купила сто пластинок и отправила их в Соединенные Штаты, где они были добавлены к подборке равного количества музыкальных автоматов в стратегических точках по всей стране, чтобы проверить потребительский спрос на французские песни той эпохи. В случае успеха планировалось заказать ещё 50 000 пластинок с планами покупки дополнительных французских хитов.

## Использование в СМИ
В октябре 2017 года Volkswagen использовал эту песню в качестве основного звука и музыкального фона в телевизионном рекламном ролике о продаже автомобилей, который транслировался в Торонто, Канада.
Версия песни Джарвиса Кокера была использована в трейлере к фильму 2021 года Французский вестник. Анимационное музыкальное видео с участием актёров фильма было снято режиссёром Уэсом Андерсоном с анимацией Хави Азнареса и выпущено Searchlight Pictures 22 сентября того же года. Версия Кокера представлена в фильме Андерсона и в альбоме Кокера Chansons d’Ennui Tip-Top (2021).
«Алин» звучит в рекламе Natural Diamonds 2021 года с участием кубино-испанской актрисы Аны де Армас.
В фильме 2022 года «Серый человек» эта песня звучит как саундтрек.